# Eleições estaduais em Sergipe em 1998
As eleições estaduais em Sergipe em 1998 ocorreram em 4 de outubro como parte das eleições em 26 estados e no Distrito Federal e naquela ocasião foram eleitos o governador Albano Franco, o vice-governador Benedito de Figueiredo e a senadora Maria do Carmo Alves, além de oito deputados federais e vinte e quatro deputados estaduais.
O governador reeleito sergipano é Albano Franco, empresário nascido em Aracaju e formado em Direito pela Universidade Federal de Sergipe. Em virtude de suas atividades profissionais foi eleito presidente da Federação das Indústrias do Estado de Sergipe em 1971, assumiu uma diretoria da Confederação Nacional da Indústria em 1977 e depois a presidência da mesma em 1980. Membro do diretório estadual da ARENA, foi eleito deputado estadual em 1966 e suplente do senador Lourival Batista em 1978. Eleito senador pelo PDS em 1982, passou pelo PMDB antes de apoiar Fernando Collor na eleição presidencial de 1989 e ingressar no PRN e a seguir no PSDB pelo qual conquistou o governo do estado em 1994 sendo reeleito este ano. Seu companheiro de chapa é o advogado Benedito de Figueiredo que fora eleito para o mesmo cargo em 1986 e deputado federal no pleito seguinte.
A disputa final envolveu também o empresário e engenheiro civil João Alves Filho. Nascido em Aracaju e formado pela Universidade Federal da Bahia fez carreira política na ARENA e foi prefeito biônico de Aracaju no governo José Rollemberg Leite e após compor os quadros do PP entrou no PDS sendo eleito governador de Sergipe em 1982. Foi correligionário de Albano Franco até a chegada da Nova República quando migrou para o PFL e em 1986 fez de Antônio Carlos Valadares o único governador não eleito pelo PMDB naquele ano. Ministro do Interior no Governo Sarney em substituição a Joaquim Francisco foi eleito governador pela segunda vez em 1990. Mesmo derrotado viu sua esposa, Maria do Carmo Alves, eleger-se para o Senado Federal.

## Resultado da eleição para governador

### Primeiro turno
Conforme números oriundos do Tribunal Superior Eleitoral houve 592.743 votos nominais que se somados aos 96.034 votos em branco e 89.850 votos nulos apontam o comparecimento de 778.627 eleitores.
| Candidatos a governador do estado | Candidatos a vice-governador | Número | Coligação                                                     | Votação | Percentual |
| --------------------------------- | ---------------------------- | ------ | ------------------------------------------------------------- | ------- | ---------- |
| Albano Franco PSDB                | Benedito de Figueiredo PMDB  | 45     | União por Sergipe (PSDB, PMDB, PPB, PL, PSC, PPS, PV, PMN)    | 263.751 | 40,17%     |
| João Alves Filho PFL              | Francisco Rollemberg PTN     | 25     | A resposta do povo (PFL, PTN, PTB, PSD, PRN, PRP, PAN, PTdoB) | 254.121 | 38,70%     |
| Antônio Carlos Valadares PSB      | José Eduardo Dutra PT        | 40     | Frente Popular das Oposições (PSB, PT, PDT, PCB, PCdoB)       | 113.727 | 17,32%     |
| Rômulo Rodrigues PSTU             | Vera Lúcia Pereira PSTU      | 16     | PSTU (sem coligação)                                          | 12.064  | 1,84%      |
| Carlos Fernando Silva PST         | Osvaldo Sérgio Almeida PST   | 18     | Sergipe a Vez é Agora (PST, PSDC, PGT)                        | 7.724   | 1,17%      |
| Adelmo Alves de Macedo PSN        | Gilvan Acioli PSN            | 31     | PSN (sem coligação)                                           | 5.259   | 0,80%      |

### Segundo turno
Conforme números oriundos do Tribunal Superior Eleitoral houve 719.418 votos nominais que se somados aos 6.982 votos em branco e 34.233 votos nulos apontam o comparecimento de 760.633 eleitores.
| Candidatos a governador do estado | Candidatos a vice-governador | Número | Coligação                                                     | Votação | Percentual |
| --------------------------------- | ---------------------------- | ------ | ------------------------------------------------------------- | ------- | ---------- |
| Albano Franco PSDB                | Benedito de Figueiredo PMDB  | 45     | União por Sergipe (PSDB, PMDB, PPB, PL, PSC, PPS, PV, PMN)    | 415.001 | 54,39%     |
| João Alves Filho PFL              | Francisco Rollemberg PTN     | 25     | A resposta do povo (PFL, PTN, PTB, PSD, PRN, PRP, PAN, PTdoB) | 347.978 | 45,61%     |

## Resultado da eleição para senador
Conforme números oriundos do Tribunal Superior Eleitoral foram apurados 859.422 votos nominais.
| Candidatos a senador da República | Candidatos a suplente de senador | Número | Coligação                                                     | Votação | Percentual |
| --------------------------------- | -------------------------------- | ------ | ------------------------------------------------------------- | ------- | ---------- |
| Maria do Carmo Alves PFL          | Renildo Santana PFL              | 25     | A resposta do povo (PFL, PTN, PTB, PSD, PRN, PRP, PAN, PTdoB) | 325.703 | 51,54%     |
| Jackson Barreto PMDB              | João Bosco Machado PPB           | 15     | União por Sergipe (PSDB, PMDB, PPB, PL, PSC, PPS, PV, PMN)    | 232.791 | 36,84%     |
| José Almeida Lima PDT             | Rosa Maria Feitosa PDT           | 12     | Frente Popular das Oposições (PSB, PT, PDT, PCB, PCdoB)       | 57.525  | 9,10%      |
| Edmualdo Oliveira Santos PSTU     | Juracy Cardoso PSTU              | 16     | PSTU (sem coligação)                                          | 9.608   | 1,52%      |
| Jeová Guimarães Souza PST         | Esmeralda Cruz PST               | 18     | Sergipe a Vez é Agora (PST, PSDC, PGT)                        | 6.322   | 1,00%      |

## Deputados federais eleitos
São relacionados os candidatos eleitos com informações complementares da Câmara dos Deputados.

Representação eleita
  PMDB: 2
  PT: 1
  PPS: 1
  PSB: 1
  PMN: 1
  PPB: 1
  PSDB: 1

| Número | Deputados federais eleitos | Partido | Votação | Percentual | Cidade onde nasceu | Unidade federativa |
| 1311   | Marcelo Déda               | PT      | 82.565  | 13,92%     | Simão Dias         | Sergipe            |
| 2323   | Ivan Paixão                | PPS     | 50.972  | 8,59%      | Campo do Brito     | Sergipe            |
| 4040   | Pedrinho Valadares         | PSB     | 50.364  | 8,49%      | Simão Dias         | Sergipe            |
| 3333   | Sérgio Reis                | PMN     | 47.091  | 7,94%      | Lagarto            | Sergipe            |
| 1111   | José Teles                 | PPB     | 40.061  | 6,75%      | Itabaiana          | Sergipe            |
| 1555   | Jorge Alberto              | PMDB    | 39.677  | 6,69%      | Aracaju            | Sergipe            |
| 4555   | Augusto Franco Neto        | PSDB    | 31.477  | 5,31%      | Aracaju            | Sergipe            |
| 1511   | Cleonâncio Fonseca         | PMDB    | 27.025  | 4,56%      | Boquim             | Sergipe            |

## Deputados estaduais eleitos
A distribuição das 24 vagas da Assembleia Legislativa de Sergipe ficou assim: PMDB cinco, PSDB quatro, PFL três, PPB duas, PTB duas, PMN duas, PSB duas, PT uma, PDT uma, PPS uma e PSC uma.

Representação eleita
  PMDB: 5
  PSDB: 4
  PFL: 3
  PPB: 2
  PMN: 2
  PSB: 2
  PTB: 2
  PPS: 1
  PSC: 1
  PDT: 1
  PT: 1

Fonteː
| Número | Deputados estaduais eleitos | Partido | Votação | Percentual | Cidade onde nasceu      | Unidade federativa |
| 15155  | Marcos Franco               | PMDB    | 22.847  | 3,30%      | Aracaju                 | Sergipe            |
| 11119  | Bosco Costa                 | PPB     | 15.601  | 2,26%      | Itabaiana               | Sergipe            |
| 15220  | Augusto Bezerra             | PMDB    | 13.965  | 2,02%      | Aracaju                 | Sergipe            |
| 25110  | Antônio Passos              | PFL     | 12.868  | 1,86%      | Cícero Dantas           | Bahia              |
| 45145  | Jorge Araújo                | PSDB    | 12.489  | 1,81%      | Maruim                  | Sergipe            |
| 11111  | Maria Mendonça              | PPB     | 12.371  | 1,79%      | Itabaiana               | Sergipe            |
| 45119  | Raimundo Vieira             | PSDB    | 12.303  | 1,78%      | Estância                | Sergipe            |
| 15120  | Ilzo Silveira               | PMDB    | 12.216  | 1,77%      | Itabaianinha            | Sergipe            |
| 33115  | Artur Reis                  | PMN     | 12.019  | 1,74%      | Lagarto                 | Sergipe            |
| 25102  | Nicodemos Falcão            | PFL     | 11.641  | 1,68%      | Taquaritinga do Norte   | Pernambuco         |
| 25101  | Reinaldo Moura              | PFL     | 11.500  | 1,66%      | Salvador                | Bahia              |
| 45250  | Ulisses Andrade             | PSDB    | 11.005  | 1,59%      | Canhoba                 | Sergipe            |
| 15150  | Elma Paixão                 | PMDB    | 10.996  | 1,59%      | Rosário do Catete       | Sergipe            |
| 45114  | José Rivaldo Santos         | PSDB    | 10.944  | 1,58%      | Tobias Barreto          | Sergipe            |
| 15540  | Gilmar Carvalho             | PMDB    | 10.907  | 1,58%      | Itabaiana               | Sergipe            |
| 33111  | Joaldo Barbosa              | PMN     | 10.764  | 1,56%      | Monte Alegre de Sergipe | Sergipe            |
| 40200  | Susana Azevedo              | PSB     | 9.696   | 1,40%      | Aracaju                 | Sergipe            |
| 23123  | Pedrinho Balbino            | PPS     | 9.655   | 1,40%      | Aracaju                 | Sergipe            |
| 40111  | Belivaldo Chagas            | PSB     | 8.746   | 1,26%      | Simão Dias              | Sergipe            |
| 14111  | Dra. Angélica Guimarães     | PTB     | 8.601   | 1,24%      | Japoatã                 | Sergipe            |
| 20123  | Valmir da Madereira         | PSC     | 8.493   | 1,23%      | Salgado                 | Sergipe            |
| 12111  | Garibalde Mendonça          | PDT     | 7.884   | 1,14%      | Aracaju                 | Sergipe            |
| 14107  | Pastor Heleno               | PTB     | 7.736   | 1,12%      | Monte Alegre de Sergipe | Sergipe            |
| 13111  | Ismael Silva                | PT      | 6.691   | 0,97%      | Itaporanga d'Ajuda      | Sergipe            |